# Исландия в Первой мировой войне
Исландия в период Первой мировой войны была нейтральной колонией, поскольку её метрополия — Дания также была строго нейтральной. Небольшое количество исландцев приняло участие в военных действиях.

## История
Исландия, как часть Королевства Дания, была нейтральной во время Первой мировой войн, поэтому война не имела прямого воздействия на эту страну. Однако конфликт оказал значительное влияние на жизнь страны. Британская блокада Германии вызвала серьёзный сбой в импорте и экспорте, что повлияло на экономику страны. Сначала исландцы действительно получали выгоду от высоких экспортных цен, но по после того, как Германия начала неограниченную подводную войну в феврале 1917 года, экспорт начал падать, и цены на импорт повысились, что привело к резкому росту инфляции и безработицы. Блокада также привела к тому, что большая часть внешней торговли Исландии была сосредоточена с Великобританией и США.
В годы войны была предпринята попытка повысить официальный статус Исландии в Дании путём внесения поправок в конституцию. Правительство Дании согласилось заменить положение о Государственном совете Дании и потребовалось больше года, чтобы прийти к соглашению по этому вопросу, и, в конечном счёте, поправка к конституции была ратифицирована королём 19 июня 1915 года. Эта поправка не была большим шагом на пути к независимости, но она стала важной вехой в развитии демократии, введя избирательное право для обоих полов. Кроме того, конституционная поправка позволила увеличить число министров в Исландии и, таким образом, открыла путь к формированию коалиционных правительств, которые с 1917 года являются доминирующим средством обеспечения большинства правительств в многопартийной системе Исландии.
Вопрос об отношениях с Данией был поднят парламентом Исландии в 1917 году в форме резолюции с просьбой к королю придать исландскому флагу статус морского флага. Когда премьер-министр Исландии упомянул об этом в Государственном совете Дании, премьер-министр Дании и король предпочли обсудить весь вопрос о унии Исландии и Дании. Исходя из этого, датско-исландский комитет собрался в Рейкьявике летом 1918 года и чуть более чем за две недели пришёл к выводу об устройстве будущей унии стран. Это предложение было принято как в датском, так и в исландском парламентах, а также в ходе плебисцита в Исландии и вступило в силу 1 декабря 1918 года. По этому договору Исландия стала отдельным государством в личной унии с Данией, в результате чего, конечно же, все проблемы с датским государственным советом были решены. Общие датско-исландские дела в основном касались короны, правил наследования, внешней политики и взаимных прав граждан одного государства в другом. Верховный суд в Копенгагене должен был оставаться последним апелляционным судом Исландии до тех пор, пока исландские власти не примут иного решения, что они и сделали в 1920 году, повысив суд в Рейкьявике до статуса Верховного суда. Ежегодный взнос датского казначейства в Исландию больше не имел большого значения, он был отменён и заменён фондом, созданным для содействия развития культурных связей между странами. После конца 1940 года любая из сторон могла выразить пожелание о пересмотре договора, а если в течение трёх лет не удастся достичь нового соглашения, любой из них может расторгнуть договор. Наконец, было постановлено, что Дания уведомит другие страны о том, что Исландия является независимым государством, что она нейтральна и не имеет сил обороны. Дания предоставила независимость Исландии по нескольким причинам. Во-первых, в конце Первой мировой войны право стран на самоопределение получило значительную поддержку среди населения. Сама Дания также присоединила датскоязычный Северный Шлезвиг путём плебисцита в 1920 году. Во-вторых, Исландия за годы войны значительно изменилась и получив больше самоуправления. По мнению исландского историка Гуннара Тора Бьярнасона именно Первая мировая война была главной причиной, по которой исландцы стали суверенным государством в 1918 году. Хотя и Дания и Исландия не принимали участие в конфликте, связи между странами были разорваны, и когда Исландия была вынуждена самостоятельно вести переговоры с США и Великобританией об импорте продуктов первой необходимости, Дания больше не могла возражать, что Исландия не в состоянии справиться самостоятельно. Таким образом, Исландия вошла в число стран, получивших независимость после Первой мировой войны.

## Исландцы на войне
1200 исландцев сражались в окопах Первой мировой войны. В основном это были исландские иммигранты в Северной Америке, поступившие на канадскую службу. Около трети этих мужчин родились в Исландии, и большинство из них изначально говорили на исландском языке. Всего в кровопролитных боях на Западном фронте 144 человека погибли и сотни получили ранения. Для многих в Исландии воевать казалось странным решением. Член парламента и юрист Скули Тороддсен, например, резко написал о своих соотечественниках в Канаде: «Каждый, кто вступает в войну добровольно, должен считаться сумасшедшим. Их следует остановить и не позволять участвовать в убийственной игре». Но исландские канадцы считали иначе. По их мнению, решение поддержать Канаду в войне было способом «расплатиться» за гостеприимство страны, которое сделало жизнь многих исландцев лучшей. «Теперь исландская кровь пролита за новую родину, и теперь мы любим её не только разговорами, но и кровью — кровью такой же тёплой, как кровь, которая вылилась из сердца солдата, который умер за нас», — писал врач Бьорн Йонссон. «Бедствия войны, раны и слезы купили нам настоящую патриотическую любовь в этой стране».